# Пешеход
Пешеход — человек, передвигающийся пешком, то есть с помощью ног, методом ходьбы.
Согласно ПДД в РФ «пешеход» — лицо, находящееся вне транспортного средства на дороге либо на пешеходной (или велопешеходной) дорожке и не производящее на них работу. К пешеходам в РФ приравниваются лица, передвигающиеся в инвалидных колясках, а также лица, которые ведут велосипед, мопед, мотоцикл; или везут сани, тележку, детскую (или инвалидную) коляску, а также лица, передвигающиеся на роликовых коньках, самокатах или использующие для передвижения иные аналогичные средства.
В некоторых сообществах к пешеходам приравниваются люди, передвигающиеся с помощью роликовых коньков, скейтбордов и инвалидных колясок, в том числе с электроприводом. Пешеходный туризм представляет собой один из видов спортивного туризма. Передвижение пешком используется в некоторых видах спорта, например, таких как бег босиком.

## Здоровье и окружающая среда
Передвижение пешком — естественное и основное средство передвижения людей. Регулярная ходьба — важна для здоровья человека, она помогает снизить вероятность ожирения и связанных с ним проблем со здоровьем. В противоположность этому, использование автомобиля для коротких поездок, может способствовать ожирению. По сравнению с передвижением на автомобиле, передвижение пешком оказывает гораздо меньшее негативное воздействие на окружающую среду. Ходьба применяется в санаторно-курортном лечении.

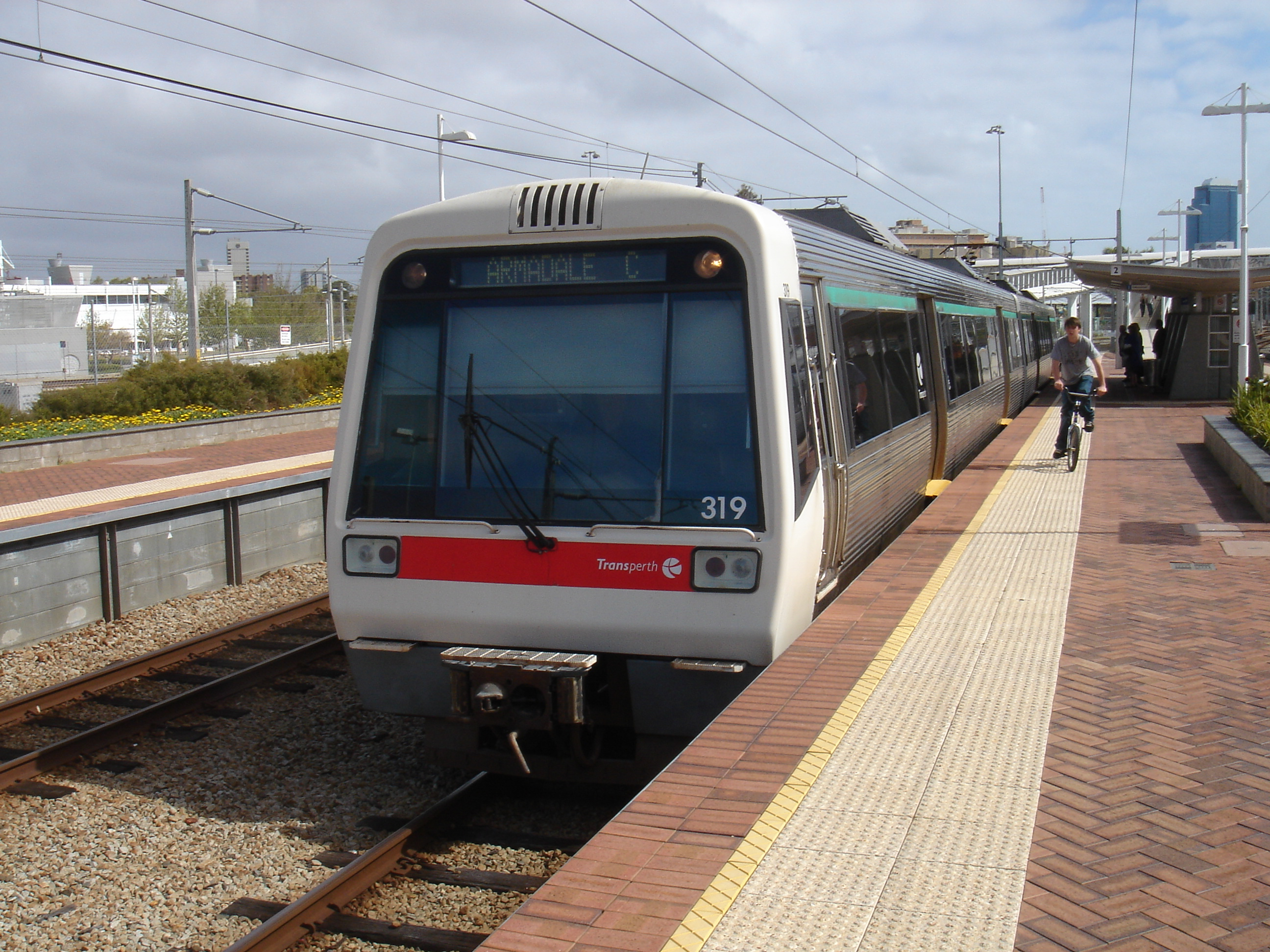
Предупреждающее тактильное покрытие

## Пешеходная инфраструктура
Пешеходная инфраструктура — это инфраструктура, предназначенная для передвижения пешеходов и характеризующаяся той или иной степенью доступности. В некоторых городах существуют свободные от личного автотранспорта зоны, более приспособленные для пешеходов, велосипедистов и общественного транспорта.

### Пешеходная зона
Пешеходная зона — городская территория, предназначенная исключительно для пешеходного движения, где запрещено передвижение на автотранспортных средствах, за исключением автомобилей спецслужб, коммунальной техники, маршрутного транспорта (например, автобусы или троллейбусы) транспорта для инвалидов, а также обслуживания магазинов (при отсутствии альтернативного маршрута).

#### Пешеходная улица

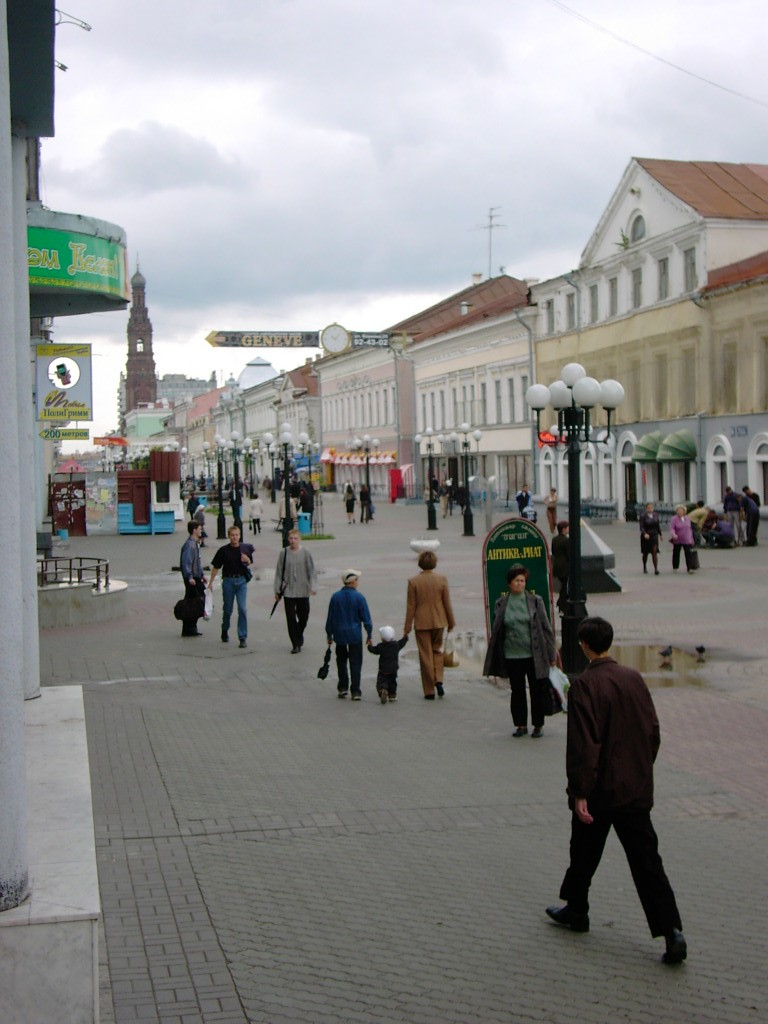
Улица Баумана в Казани

### Тротуар
Тротуар — каменная, деревянная или асфальтовая пешеходная дорожка, предназначенная для движения пешеходов и, в некоторых случаях, велосипедистов, располагающаяся сбоку или по обеим сторонам улицы, приподнятая над проезжей частью и обрамлённая бордюром для функционального отделения от неё.

### Пешеходная дорожка

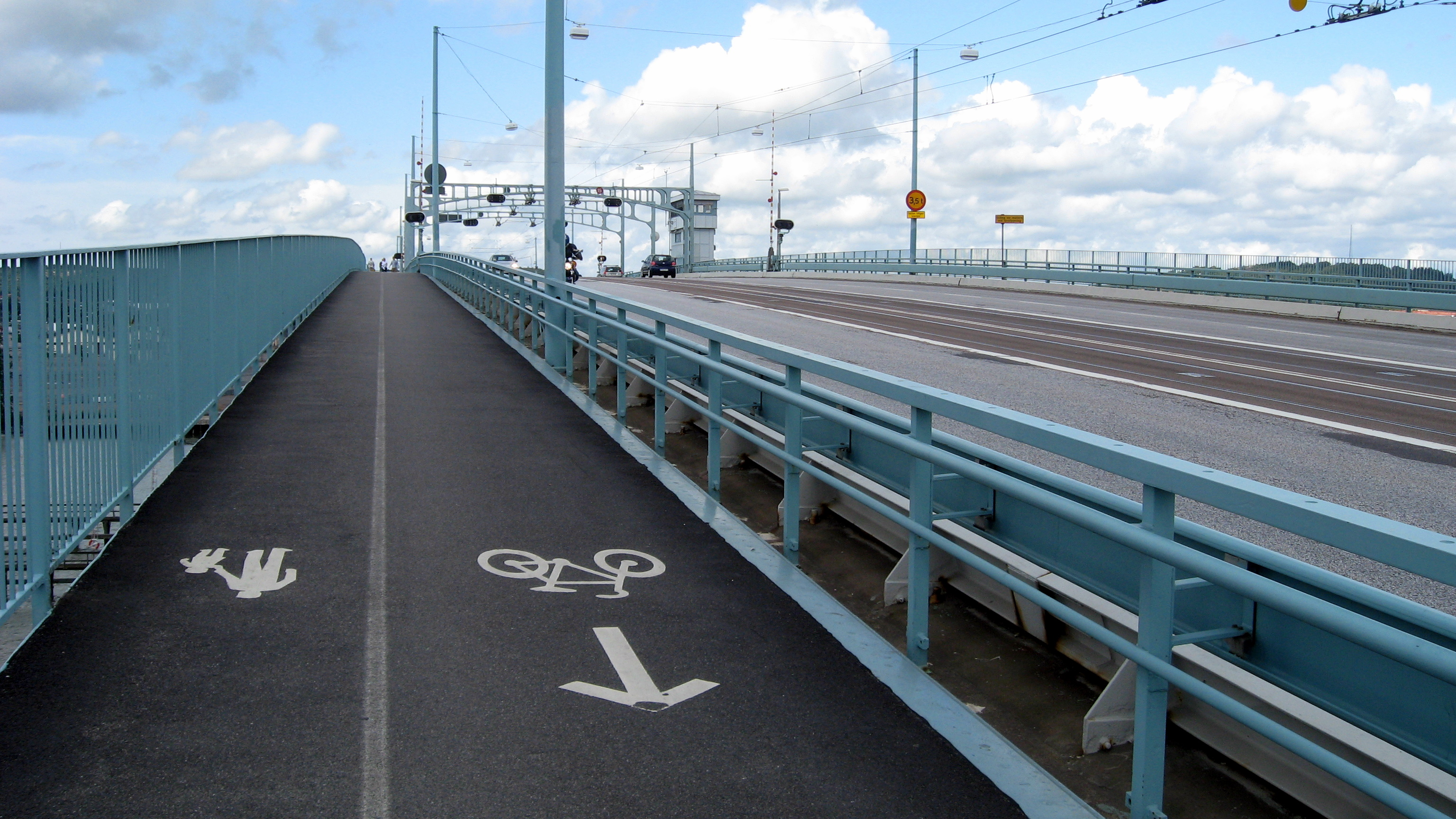
Пешеходная дорожка, совмещённая с велополосой
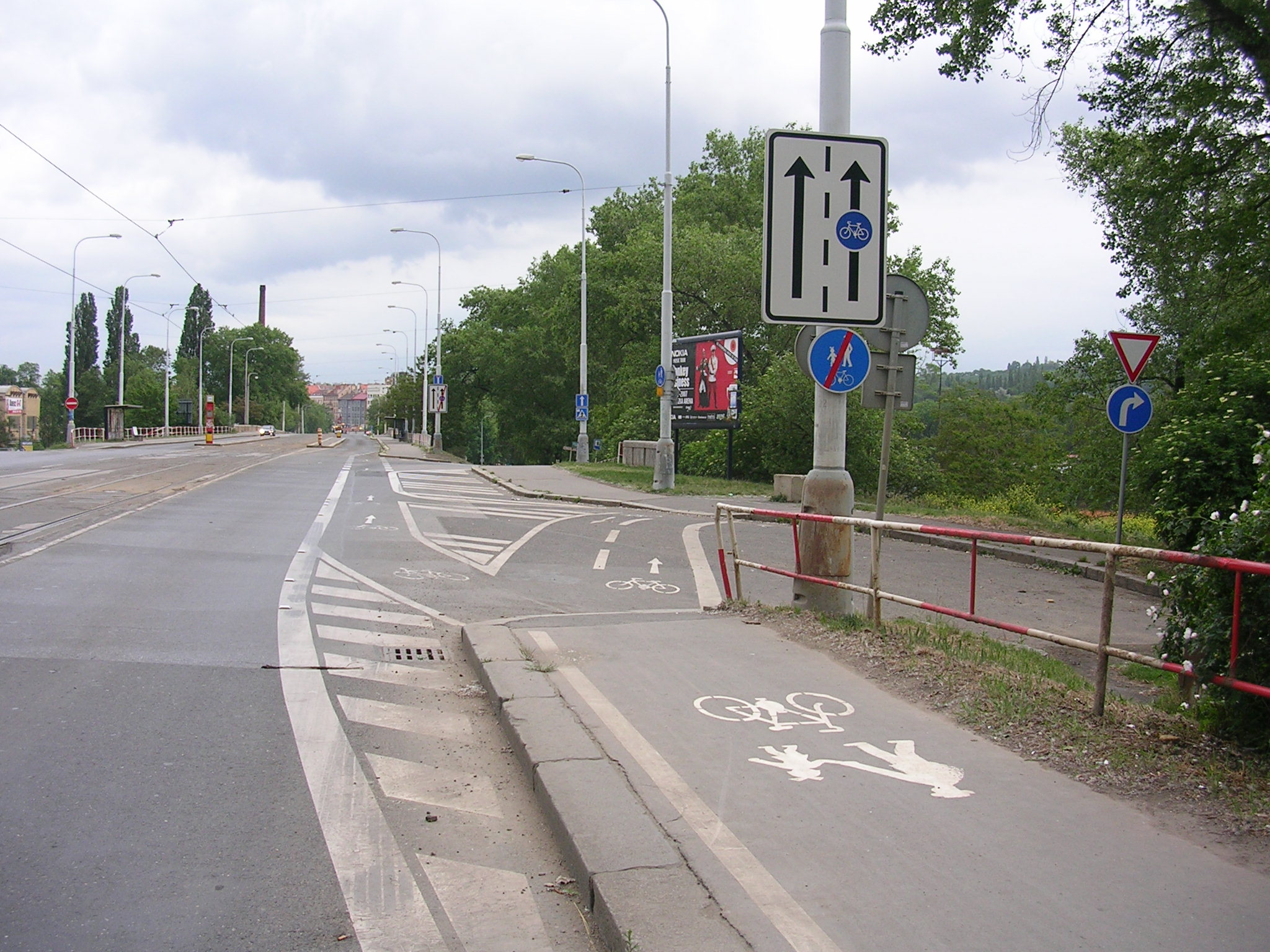
Велопешеходная дорожка
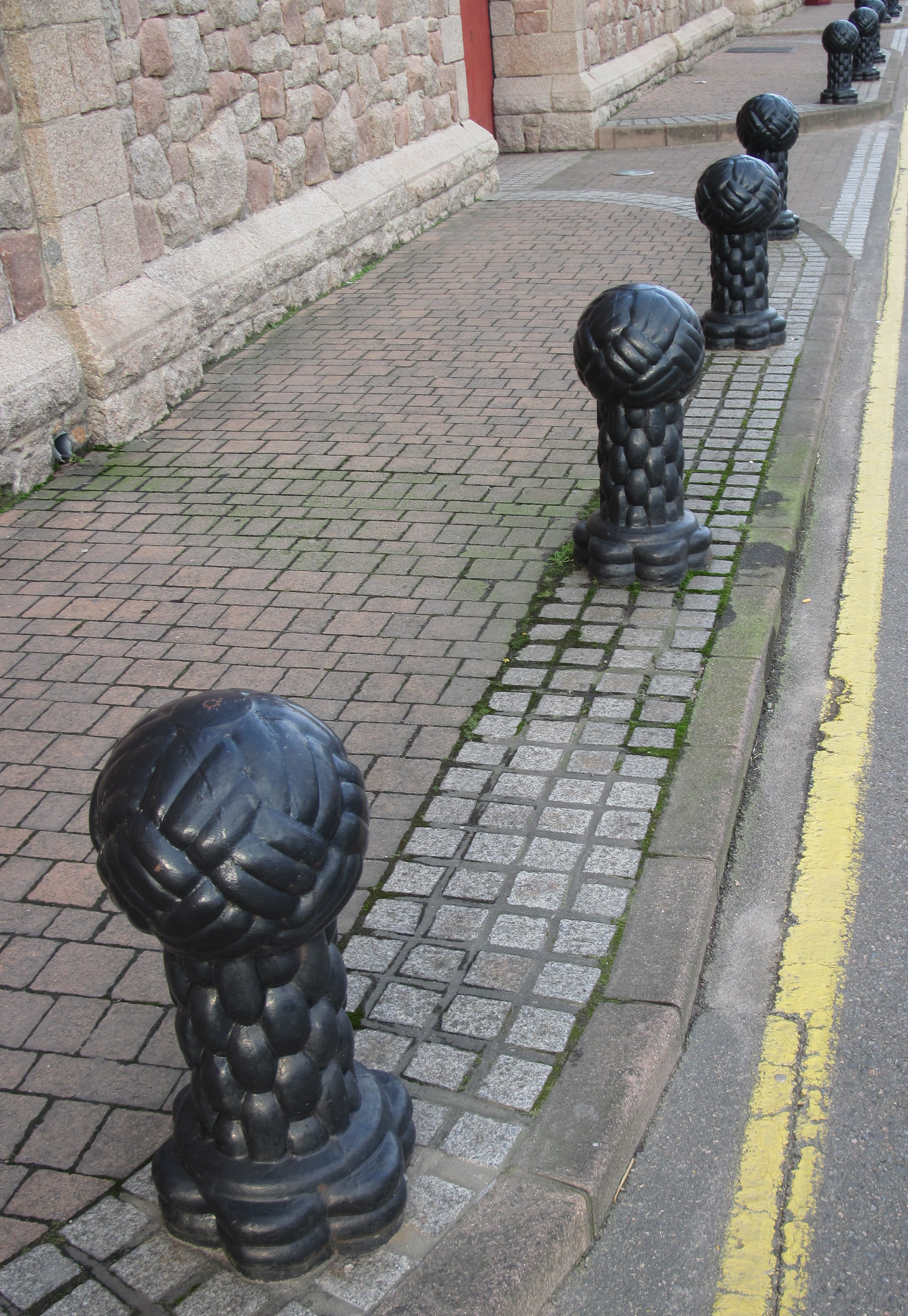
Столбики, разграничивающие пешеходную зону

### Дощатая тропа
Дощатая тропа — тропа, сооружённая из досок, предназначенная для движения по ней пешеходов, реже — транспорта.

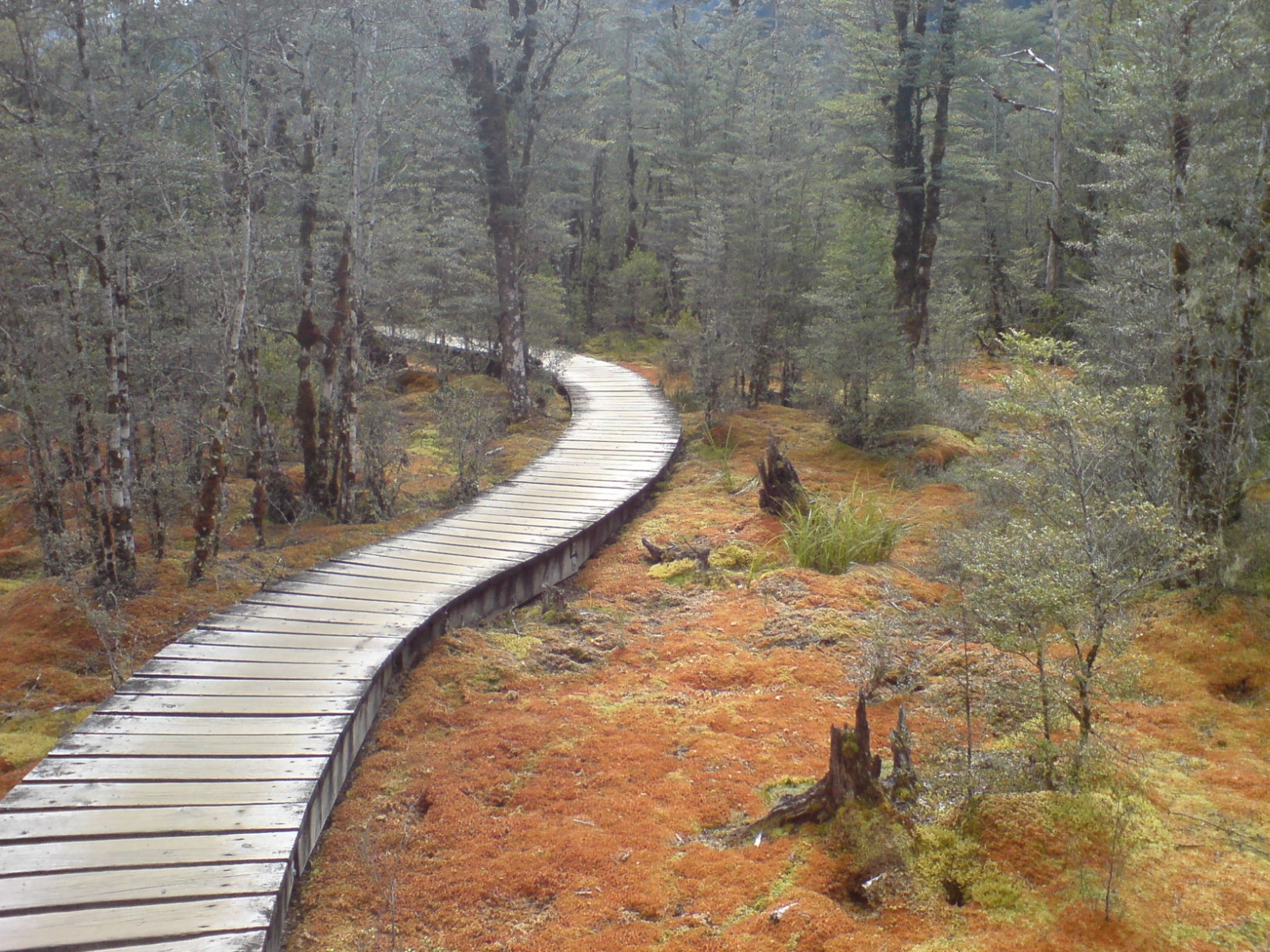
Типичная дощатая тропа в Новой Зеландии

### Пешеходный мост
Пешеходный мост — мост через реку или другое препятствие, предназначенный для движения пешеходов.
Такие мосты есть во множестве городов: Великом Новгороде (Пешеходный мост (Великий Новгород)), Киеве (Пешеходный мост (Киев)), Париже (Мост Леопольда Седара Сенгора), Красноярске, Москве, Санкт-Петербурге.

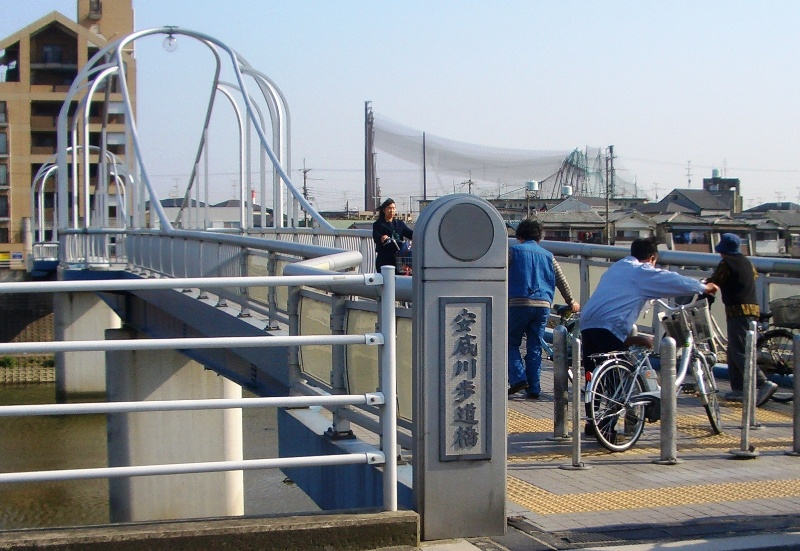
Пешеходный мост

### Пешеходный переход
Пешеходный переход — специальная область на проезжей части дороги для перехода на другую сторону улицы либо искусственное сооружение над или под проезжей частью для тех же целей (соответственно надземный переход и подземный переход). Согласно правилам дорожного движения, пешеходный переход обычно обозначен специальными дорожными знаками или разметкой. Пешеходный переход — зона повышенной опасности, где происходит большое число дорожно-транспортных происшествий, нередко заканчивающихся серьёзными травмами или летальным исходом для пешеходов.

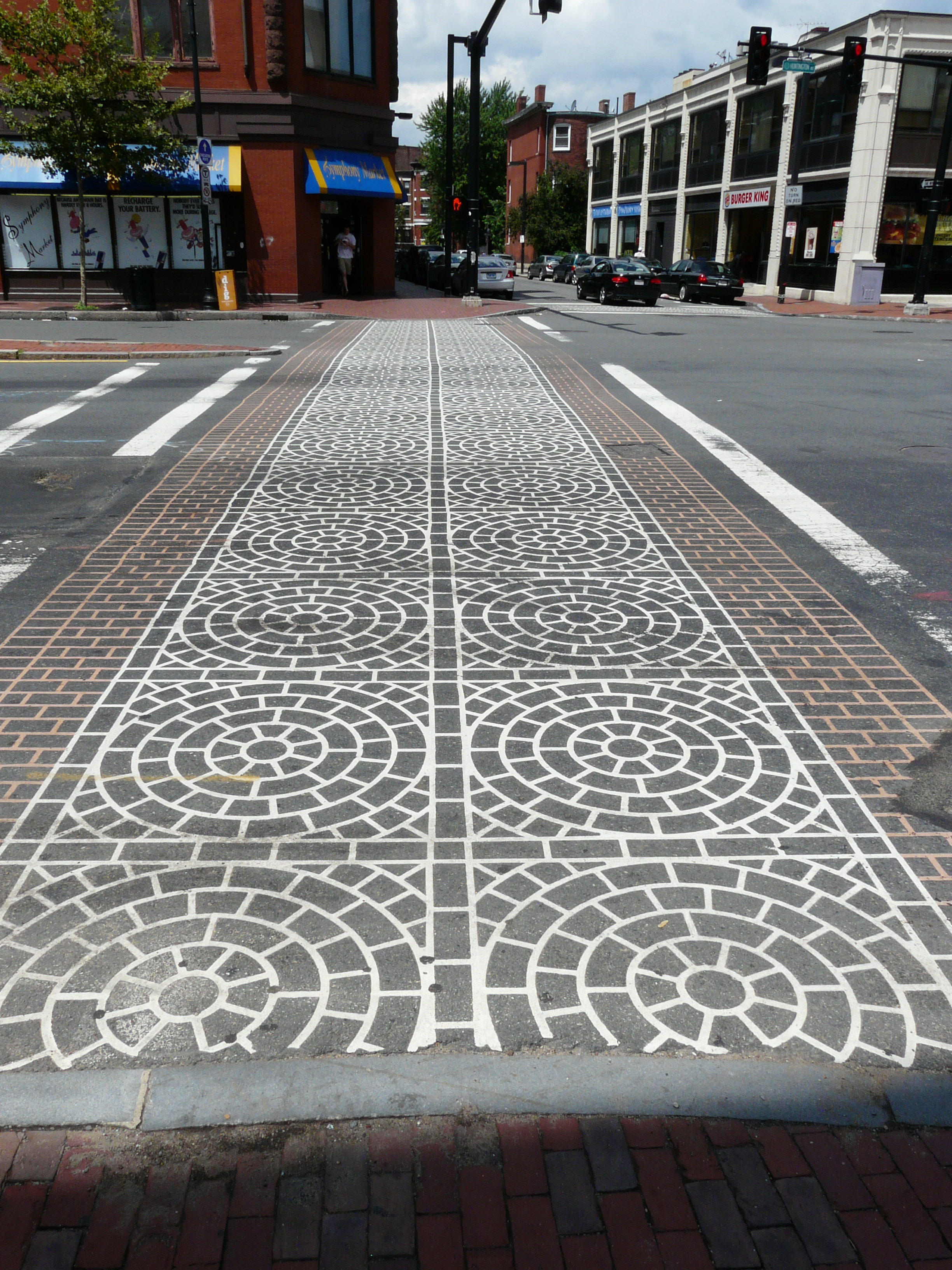
Пешеходный переход в Бостоне
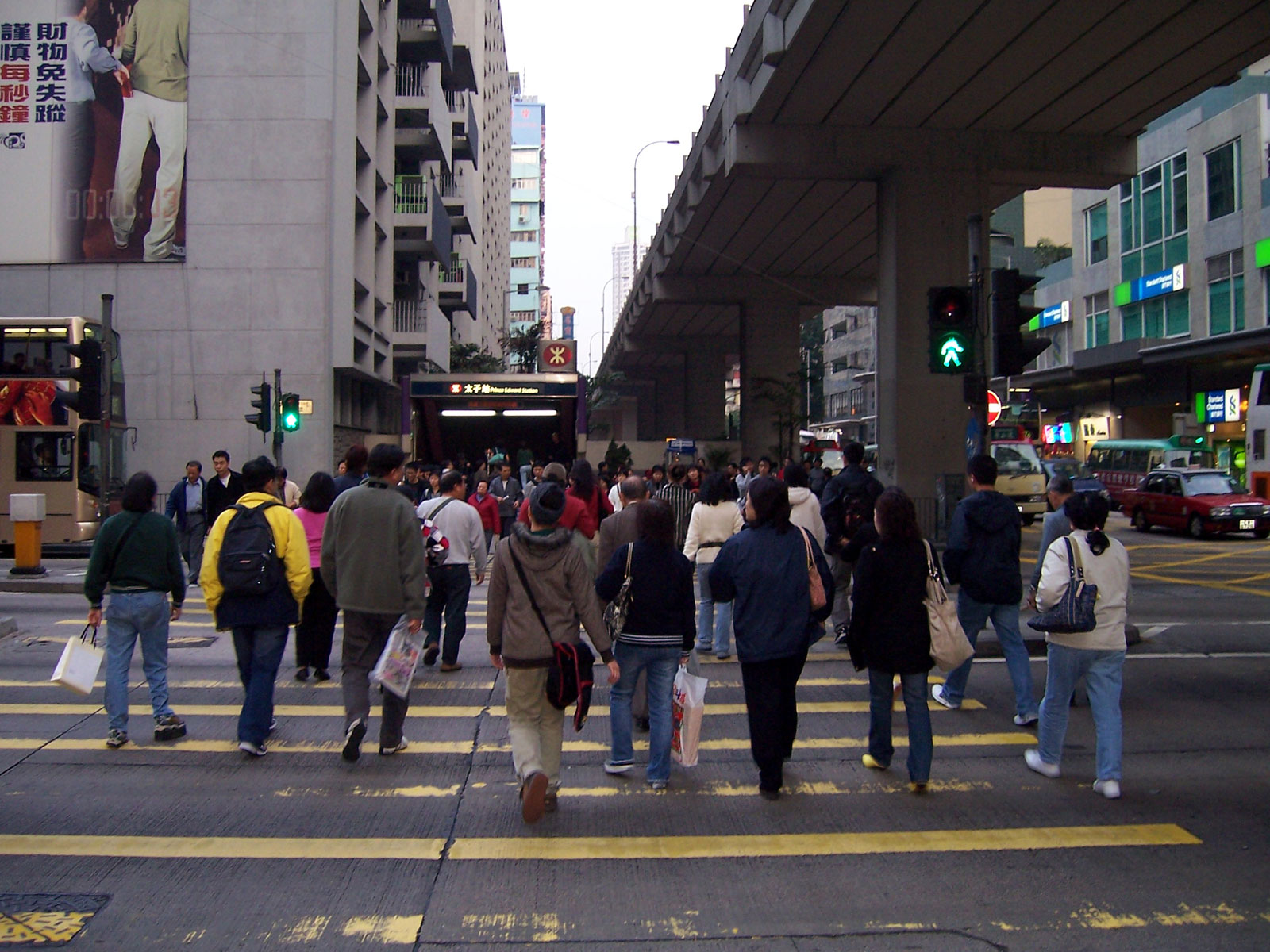
Гонконг, пешеходный переход
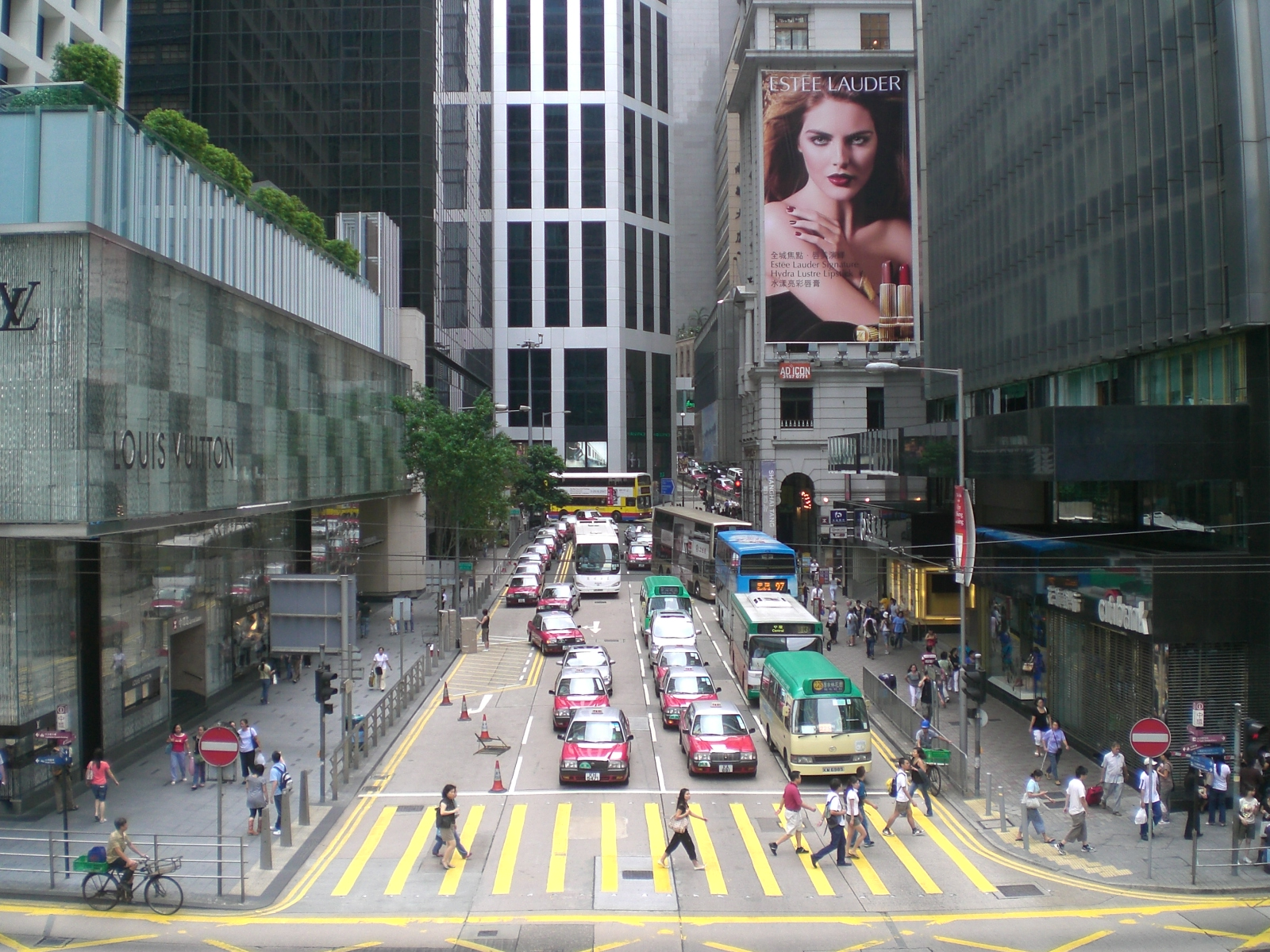
Пешеходный переход, Гонконг
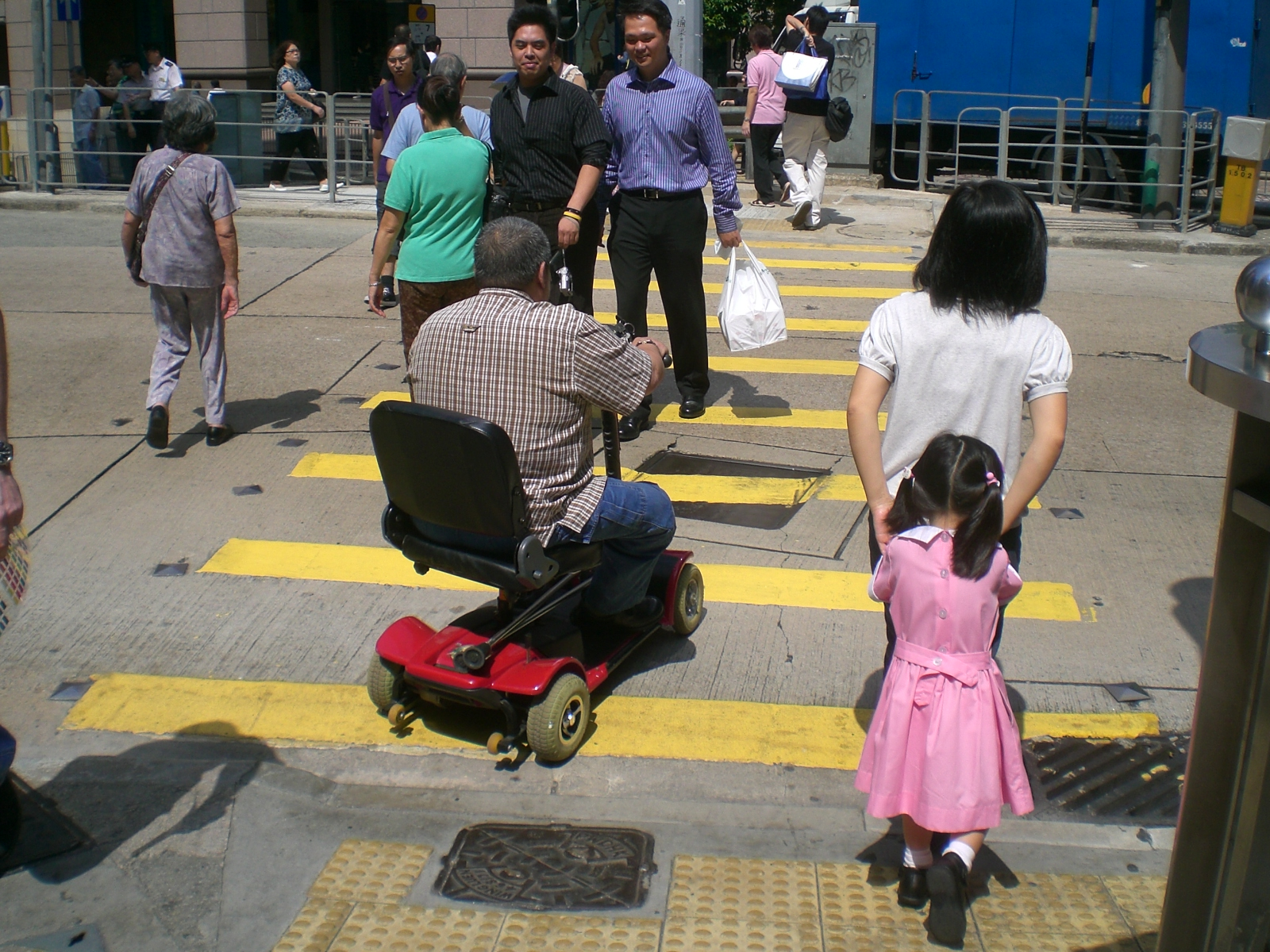
Пешеходный переход
Знак «Пешеходный переход», Россия
Знак «Пешеходный переход», Австралия
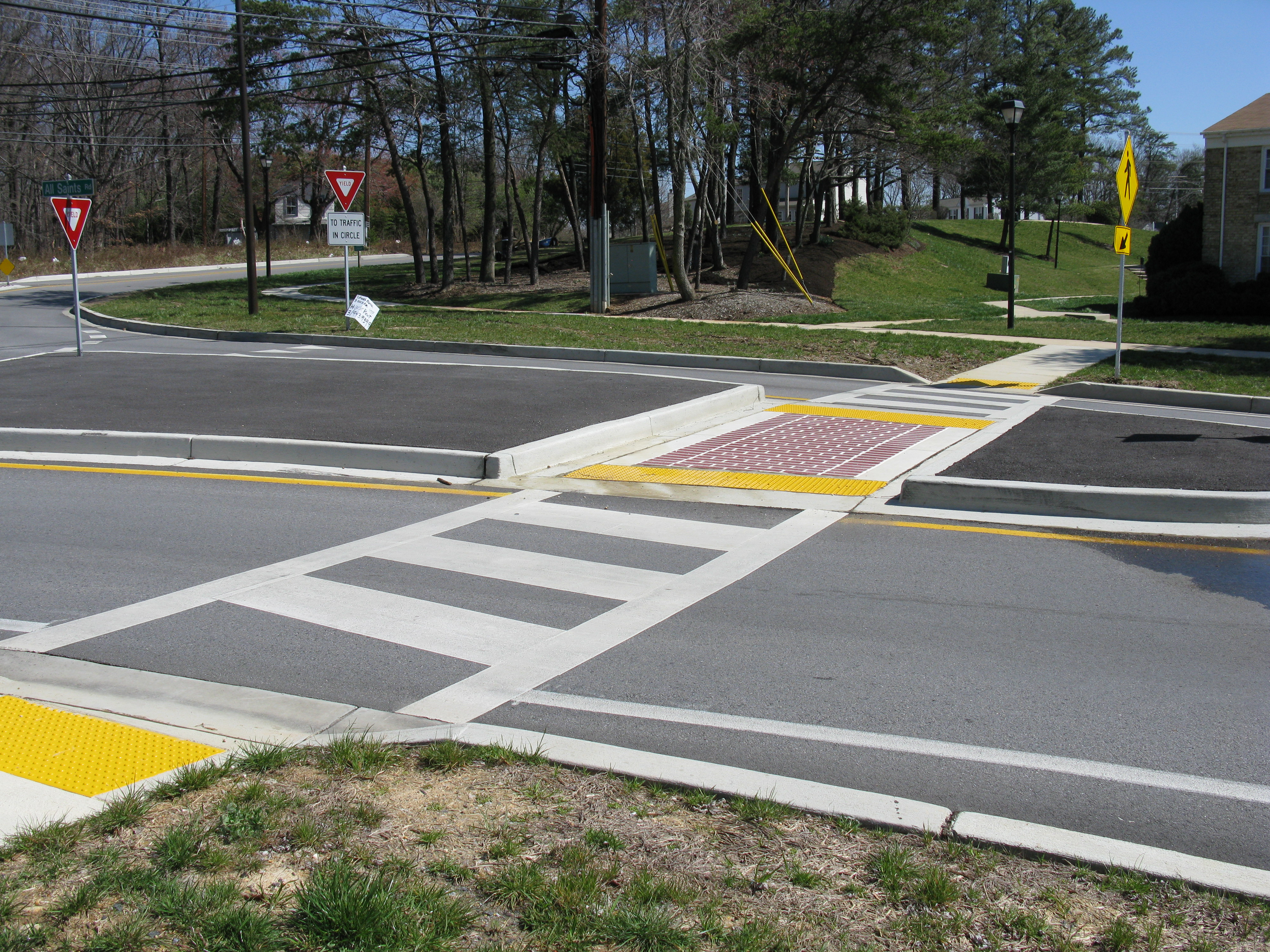
Тактильное покрытие на переходе в Америке

## Правила дорожного движения

Дорожный знак «Движение пешеходов запрещено»

Правилами дорожного движения определяются права и обязанности пешеходов как участников дорожного движения. Для пешего передвижения в городах предназначены пешеходные дорожки, тротуары, наземные пешеходные переходы, а также надземные и подземные пешеходные переходы.
Пешеходы должны двигаться по тротуарам или пешеходным дорожкам, а при их отсутствии — по обочинам. Пешеходы, перевозящие или переносящие громоздкие предметы, а также лица, передвигающиеся в инвалидных колясках без двигателя, могут двигаться по краю проезжей части, если их движение по тротуарам или обочинам создаёт помехи для других пешеходов.
При отсутствии тротуаров, пешеходных дорожек или обочин, а также в случае невозможности двигаться по ним пешеходы могут двигаться по велосипедной дорожке или идти в один ряд по краю проезжей части (на дорогах с разделительной полосой — по внешнему краю проезжей части).
При движении по проезжей части пешеходы должны идти навстречу движению транспортных средств.

## Юникод
В стандарте Юникод понятию «пешеход» соответствует 1F6B16. Последовательность &#x1F6B6; создаёт 🚶.  Архивная копия от 8 июля 2017 на Wayback Machine